# Regatul Prusiei
Regatul Prusiei (germană Königreich Preußen; latina medievală: Borussia ) a fost un regat german ce a existat între 1701 și 1918 și care, din 1871, a fost principalul stat din Imperiul German, ce reprezenta aproximativ două treimi din teritoriul acestuia. Regatul a fost numit după teritoriul Prusia din nord-estul Europei, cu toate că baza puterii se afla în Brandenburg.

## Istorie

### 1701: Formarea Regatului
Frederic I din casa de Hohenzollern, a devenit "Mare Elector" al monarhiei Brandenburg-Prusia în 1688. Cu excepția Ducatului Prusiei, toate teritoriile monarhiei Brandenburg-Prusia făceau parte din Sfântul Imperiu Roman aflat sub controlul casei de Habsburg. Deoarece titlul de rege era rezervat împăratului care era Rege al Germanilor, Frederic a obținut acceptul Împăratului Leopold I de a folosi titlul de "Rege în Prusia",  în schimbul sprijinului în cadrul Războiului pentru Succesiunea Spaniei. Acest titlu a fost acceptat în urma Tratatul de la Utrecht în 1713.

### 1701-1740: Perioada Timpurie

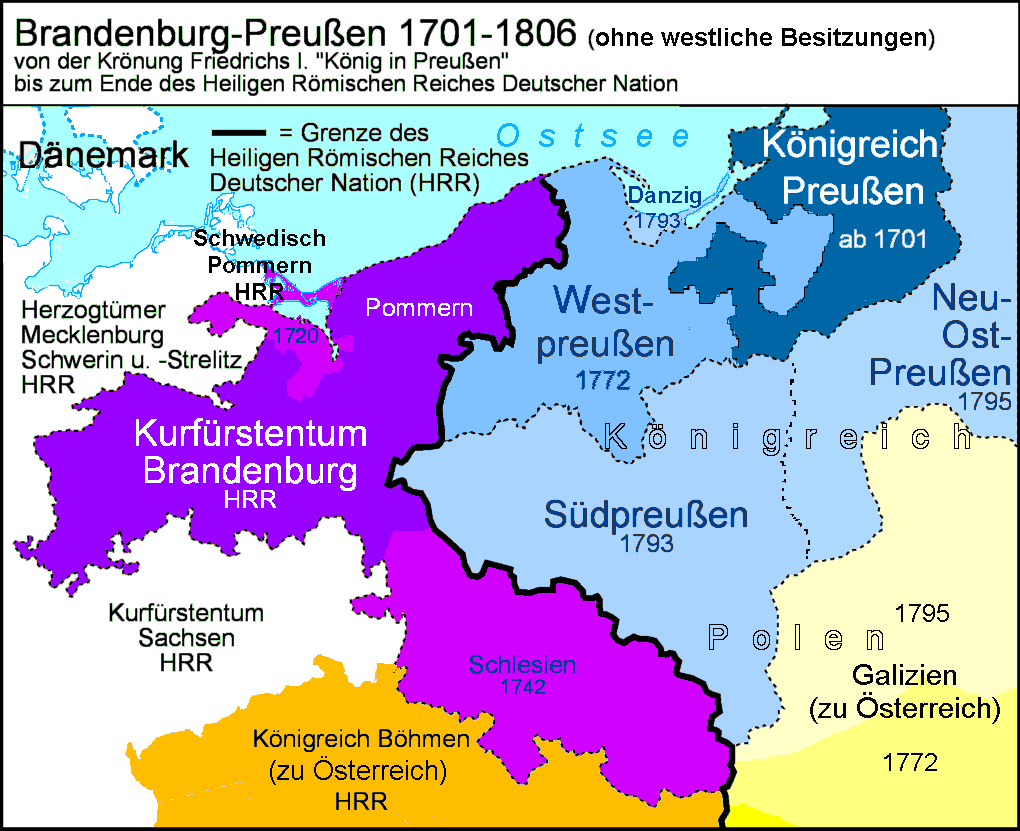
Brandenburg (mov) și Prusia (albastru închis) între 1701-1806

Războiul de treizeci de ani a devastat teritoriul noului regat care era considerat foarte sărac. De asemenea, teritoriul acestuia era întins pe o distanță de 1200 km. În 1708, aproximativ o treime din populație este nimicită de ciuma bubonică. Înfrângerea Suediei în Marele război Nordic dintre 1700 și 1721 a permis Prusiei să recupereze numeroase teritorii din sudul Mării Baltice, cele mai importante fiind orașele Stettin și alte teritorii din Pomerania. Această perioadă a reprezentat momentul de organizare a legendarei Armate prusace.

### 1740-1760: Frederic cel Mare
În 1740, Regele Frederic al II-lea (Frederic cel Mare) a acces la tron. Acesta a invadat Silezia, declanșând Războiul pentru Succesiunea Austriei, în urma căruia Prusia reușește să rețină mare parte din teritoriile ocupate în 1742. În 1744 Frederic a invadat Boemia, dar presiunile Franței asupra Regatului Unit al Marii Britanii au condus la Tratatul de la Aix-la-Chapelle din 1748, care a consfințit suveranitatea Prusiei asupra unei mari părți din Silezia.
Austria a reușit să realizeze o alianță cu Franța și Rusia, iar invazia Saxoniei și a Boemiei de către Prusia, în 1756-1757, a inițiat Războiul de șapte ani. Capacitățile militare ale lui Frederic i-au permis armatei prusace să reziste, simultan, confruntării cu Austria, Rusia, Franța și Suedia. Frederic a reușit să evite invaziile până în octombrie 1760, când armata rusă a ocupat, pentru o scurtă durată de timp, Berlinul și Königsbergul. Decesul Împărătesei Elizabeta a Rusiei și accesul la tronul rus al lui Petru al III-lea, cunoscut prusofil, a permis Prusiei să iasă dintr-o situație dificilă. Victoria împotriva Austriei a permis Prusiei să forțeze un status quo ante bellum pe continent, ceea ce a confirmat statutul de mare putere al acesteia. În fața înfrângerii evitate la limită de Prusia, Frederic a devenit un lider mai pacifist pentru restul duratei domniei sale.

### 01772, 1793, 1795: Partițiile Poloniei
În secolul al XVIII-lea vecinul de la sud și est, Uniunea statală polono-lituaniană, a fost slăbită 0din ce în ce mai mult. În fața expansiunii influenței Imperiului Rus, Frederic a participat la0Prima Partiție a Poloniei din 1772. Prusia a anexat mare parte din provincia Prusia Regală și Warmia; teritoriul anexat fiind reorganizat sub forma Provinciei Prusiei de Vest.
După moartea lui Frederic în 1786, nepotul acestuia, Fredrick Wilhelm II, a participat la următoarele partiții, câștigând teritorii importante din vestul Poloniei, în anul 1793. În cea de a treia partiție, în 1795, existența Regatului Poloniei a luat sfârșit iar o mare parte din acesta situată la sudul Prusiei de Est (inclusiv Varșovia) a fost recuperată de Prusia. Aceste teritorii au fost organizate sub forma noilor provincii Silezia nouă, Prusia de Sud și Prusia Nouă de Est.

### 1806-1815: Războaiele napoleoniene
În 1806 Sfântul Imperiu Roman a fost dizolvat în urma victoriilor lui Napoleon Bonaparte în fața Austriei. Din acest moment, suveranul Hohenzollern a renunțat la numeroasele titluri rămase fără semnificație (cum ar fi cel de elector de Brandenburg) și din acest moment a fost cunoscut doar sub titlul de "Rege al Prusiei". În urma înfrângerii Prusiei la Bătălia de la Jena, regele Frederic Wilhelm III s-a retras la Memel, iar după Tratatul de la Tilsit, din 1807, Prusia a pierdut jumătate din teritoriul său. Acesta cuprindea câștigurile din ultimele două partiții ale Poloniei, care au revenit Ducatului Varșoviei, și toate teritoriile de la vest de Râul Elba. Regele a fost obligat să finanțeze trupele franceze de ocupație și să devină aliat al Franței.
După ce trupele lui Napoleon au Invadat Rusia, Prusia a părăsit alianța și a devenit membră a celei de a șasea coaliții, iar războaiele împotriva  ocupației franceze sunt cunoscute ca și "Războaiele de Eliberare" (Befreiungskriege). Trupele prusiene, conduse de mareșalul Gebhard Leberecht von Blücher, au contribuit în mod esențial la Bătălia de la Waterloo din 1815, ceea ce a reprezentat victoria finală asupra lui Napoleon.

### 1815: Prusia după Napoleon

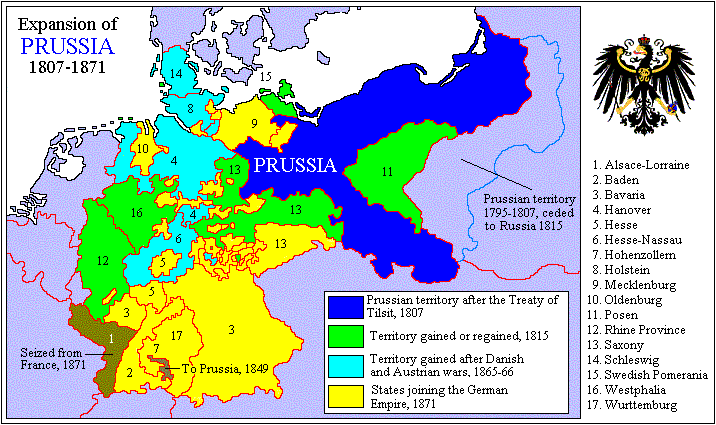
Extinderea Prusiei 1807-1871

În Congresul de la Viena, Prusia a fost răsplătită pentru aportul în victoria împotriva lui Napoleon. Aceasta a recuperat aproape toate teritoriile pierdute și a câștigat numeroase alte teritorii, inclusiv 40% din Regatul Saxoniei și mare parte din Renania. Regatul a fost reorganizat în zece provincii, iar mare parte din regat, cu excepția provinciilor din extrema estică, a intrat în Confederația Germană. În urma Revoluției din 1848 Prusia a anexat și teritoriile principatelor Hohenzollern-Sigmaringen și Hohenzollern-Hechingen.

### 1848–1871: Unificarea Germaniei
În urma Congresului de la Viena Confederația Germană a fost frământată de conflictul de idealuri dintre formarea unei națiuni Germane și păstrarea situației cu numeroase state germane. Formarea Uniunii Vamale Germane (Zollverein) din 1834, care excludea Imperiul Austriac, a dus la creșterea influenței Prusiei asupra statelor membre.
     Prusia
     Aliații Prusiei: Italia și 14 state germane
     Austro-Ungaria
     Aliații Austriei: 11 State germane
     State Neutre: Liechtenstein, Limburg, Luxemburg, Reuss-Schleiz, Saxonia-Weimar-Eisenach, Schwarzburg-Rudolstadt
     Achizițiile Prusiei: Hanovra, Schleswig-Holstein, Hessa, Hessa-Kassel, Nassau și Frankfurt

Urmările Războiului Austro-Prusac (1866)
----
Prusia
Aliații Prusiei: Italia și 14 state germane
Austro-Ungaria
Aliații Austriei: 11 State germane
State Neutre: Liechtenstein, Limburg, Luxemburg, Reuss-Schleiz, Saxonia-Weimar-Eisenach, Schwarzburg-Rudolstadt
Achizițiile Prusiei: Hanovra, Schleswig-Holstein, Hessa, Hessa-Kassel, Nassau și Frankfurt

Constituția Regatului Prusia din 1850, editată de Frederic Wilhelm III, a dus la formarea unei monarhii constituționale și la crearea unui parlament bicameral, Landtag, ales de plătitorii de taxe și Herrenhaus ("Camera Lorzilor"), era numită de rege. Regele era singura autoritate executivă iar miniștrii erau responsabili doar în fața acestuia.
În 1862, Otto von Bismarck a fost numit de către Regele Wilhelm I în poziția de Prim Ministru al Prusiei. Acesta a fost determinat să unească statele germane sub dominație prusacă, în acest scop angajând regatul într-o serie de războaie:
- Al doilea război din Schleswig din 1864, în care Prusia, sprijinită de Austria, a învins Danemarca și a recuperat ducatele de Schleswig și Holstein, pentru Prusia și respectiv pentru Austria.
- Războiul Austro-Prusac din 1866, în care Prusia și aliații săi din nordul Germaniei, împreună cu Italia, au zdrobit coaliția Austriei. O serie de state au fost anexate de Prusia: Hanovra, Schleswig-Holstein, Hessa, Hessa-Kassel, Nassau și Frankfurt. Acest lucru a permis realizarea continuității teritoriale dintre Renania și restul regatului, ajungând astfel la întinderea maximă a regatului. De asemenea Confederația Germană a fost dizolvată iar în jurul Prusiei s-a format o nouă federație, Confederația Germană de Nord în 1867. Constituția acesteia, redactată de Bismarck a pus bazele viitorului Imperiu German. Aceasta a creat postul de președinte al confederației, deținut ereditar de regele Prusiei, postul de cancelar, deținut de prim-ministrul Prusiei. A creat, de asemenea, un parlament bicameral format din Reichstag, ai cărei membri erau aleși prin sufragiu universal masculin, și Bundesrat ai cărei membri erau numiți de guvernele statelor componente.
- Războiul franco–prusac din 1870, în care Prusia și aliații acesteia de după războiul austro-prusac au învins Al doilea Imperiu Francez al lui Napoleon al III-lea. Acest război a dus la declararea Imperiului German în care Wilhelm I a devenit Kaiserul Wilhelm, la data de 18 ianuarie 1871. Încoronarea a avut loc în Sala Oglinzilor din Palatul Versailles.

### 1871-1918: Creșterea și decăderea Imperiului

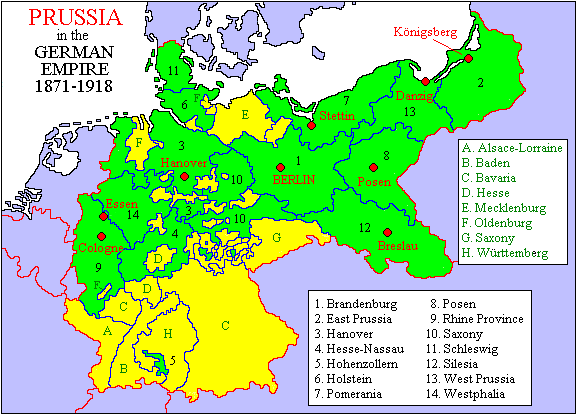
Prusia în Imperiul German 1871–1918

Noul Imperiu al lui Bismarck a fost una dintre cele mai puternice entități din Europa continentală. Dominația Prusiei asupra noului Imperiu a fost aproape absolută, aceasta reprezentând trei cincimi din teritoriu și două treimi din populație. Coroana imperială aparținea, în mod ereditar, Casei de Hohenzollern.
Din punct de vedere intern, disparitățile dintre sistemele imperiale și prusac au dus la apariția de tensiuni. În timp ce la nivel imperial sufragiul era universal și egal, la nivelul regatului acesta era restrictiv, bazat pe trei clase de vot. În plus, datorită nemodificării circumscripțiilor pentru reflectarea schimbărilor populației, sistemele suprareprezentau anumite teritorii în fața altora.
Pe plan extern, pentru a contra scepticismul puterilor europene asupra noului stat, Bismarck a încercat să ducă o politică pacificatoare, de exemplu prin organizarea Congresului de la Berlin (1878). Căsătoria Kaiserului Frederic III cu prima fiică a reginei Victoria a îmbunătățit relațiile familiei regale cu marile familii regale europene. Toate acestea s-au schimbat odată cu urcarea pe tron al lui Wilhelm II, care a deteriorat foarte repede relațiile cu Casa de Windsor și Casa Romanov.
Wilhelm II l-a înlăturat pe Bismarck în 1890 și a început o campanie de militarizare și aventurism în politica externă care a condus la izolarea Germaniei. O evaluare eronată a conflictului dintre Austro-Ungaria și Regatul Serbiei a dus la izbucnirea Primului Război Mondial dintre 1914 și 1918. Înfrângerea suferită de Germania și sacrificiile efectuate de populație au dus la Revoluția Germană care a condus la abdicarea Kaiserului și la dizolvarea Imperiului și a regatului Prusiei. Acesta din urmă a fost înlocuit de Statul Liber Prusia.

## Subdiviziunile Regatului Prusiei

Cele zece provincii ale Prusiei, după Congresul de la Viena din 1815.

Ca urmare a câștigurilor teritoriale obținute în urma Congresului de la Viena, țara a fost reorganizată în zece provincii, fiecare provincie fiind divizată în regiuni administrative, denumite Regierungsbezirke. Cele zece provincii erau:
- Brandenburg
- Prusia de Est
- Jülich-Cleves-Berg
- Marele Ducat al Rinului Inferior
- Pomerania
- Posen
- Saxonia
- Silezia
- Prusia de Vest
- Provincia Westphalia

În 1822, Jülich-Cleves-Berg și Rinul Inferior au fost unite și au format Provincia Rinului. Principatele Hohenzollern-Sigmaringen și Hohenzollern-Hechingen anexate în 1850 au format Provincia Hohenzollern. Trei noi provincii au fost formate în teritoriile anexate în 1866: Hanovra, Hessa-Nassau și Schleswig-Holstein.